# 村上一樹
村上 一樹（むらかみ かずき、1987年12月21日 - ）は、愛媛県松山市出身のプロサッカー選手。ポジションはディフェンダー（DF）。

## 来歴
小学校2年時にサッカーを始める。西条北中学校から西条高校に進んだ。しかし高校時代は公式戦で1勝もできない弱小チームだった。高校3年のときに、「国立大学でサッカーの強いところに行きたい」と広島大学に入学。主にボランチでプレーし、副主将として活躍した。2008年にはデンソーカップチャレンジサッカー中国・四国大学選抜、2009年には広島県国体選抜、中国・四国大学選抜に選ばれた。
2009年12月に地元の愛媛FCとFC岐阜の入団テストを受け、岐阜から内定を得た。すでに広島大学大学院工学研究科に進学が決まっていたが休学し、2010年、FC岐阜に入団した。1年目から左サイドバックとして、リーグ戦16試合に出場。2011年は怪我の影響もあり、8試合出場に終わった。2012年シーズン終了後、契約満了により退団。
2013年3月、タイ・プレミアリーグのチェンライ・ユナイテッドFCへ移籍。

## 人物・プレースタイル
- ポジショニングのうまさが持ち味で[9]、守備において先を読んで、状況判断できるクレバーなディフェンダー[5]。
- 長友佑都は西条北中学校時代の1年先輩で、一緒に練習していた。また目標の選手でもあり、現在でも連絡を取り合っている[10]。
- 愛称の「チャリ」は、以前は車を持っておらず、自転車ばかり乗っていたため[10]。

## 所属クラブ
ユース経歴
- 屋島サッカースポーツ少年団
- 西条市立西条北中学校
- 愛媛県立西条高等学校
- 広島大学

プロ経歴
- 2010年 - 2012年  FC岐阜
- 2013年 - 2016年  チェンライ・ユナイテッドFC
- 2017年  PTTラヨーンFC
- 2018年  アーントーンFC
- 2019年 - 2021年  チャイナート・ホーンビルFC
- 2021年 - 2022年  シーサケートFC

## 個人成績
| 国内大会個人成績 | 国内大会個人成績 | 国内大会個人成績 | 国内大会個人成績 | 国内大会個人成績 | 国内大会個人成績 | 国内大会個人成績 | 国内大会個人成績 | 国内大会個人成績 | 国内大会個人成績 | 国内大会個人成績 | 国内大会個人成績 |
| 年度             | クラブ           | 背番号           | リーグ           | リーグ戦         | リーグ戦         | リーグ杯         | リーグ杯         | オープン杯       | オープン杯       | 期間通算         | 期間通算         |
| 年度             | クラブ           | 背番号           | リーグ           | 出場             | 得点             | 出場             | 得点             | 出場             | 得点             | 出場             | 得点             |
| 日本             | 日本             | 日本             | 日本             | リーグ戦         | リーグ戦         | リーグ杯         | リーグ杯         | 天皇杯           | 天皇杯           | 期間通算         | 期間通算         |
| ---------------- | ---------------- | ---------------- | ---------------- | ---------------- | ---------------- | ---------------- | ---------------- | ---------------- | ---------------- | ---------------- | ---------------- |
| 2010             | 岐阜             | 24               | J2               | 16               | 0                | -                | -                | 1                | 0                | 17               | 0                |
| 2011             | 岐阜             | 24               | J2               | 8                | 0                | -                | -                | 1                | 0                | 9                | 0                |
| 2012             | 岐阜             | 24               | J2               | 18               | 0                | -                | -                | 0                | 0                | 18               | 0                |
| タイ             | タイ             | タイ             | タイ             | リーグ戦         | リーグ戦         | リーグ杯         | リーグ杯         | FA杯             | FA杯             | 期間通算         | 期間通算         |
| 2013             | チェンライ       | 2                | TPL              |                  |                  |                  |                  |                  |                  |                  |                  |
| 通算             | 日本             | 日本             | J2               | 42               | 0                | -                | -                | 2                | 0                | 44               | 0                |
| 通算             | タイ             | タイ             | TPL              |                  |                  |                  |                  |                  |                  |                  |                  |
| 総通算           | 総通算           | 総通算           | 総通算           | 42               | 0                | -                | -                | 2                | 0                | 44               | 0                |

- Jリーグ初出場：2010年8月8日 J2第21節 対ロアッソ熊本戦 (長良川球技メドウ)